# Valborg Sandberg
Valborg Irena Sandberg (født 13. juli 1933 i Thisted) er civiløkonom og har været borgmester i Hillerød 1994-97.
Hun er født Andersen som datter af cementstøber (tidl. landarbejder) Valdemar Andersen og hustru Lavra Kirstine, boende Nørregade 55, Thisted. Hun blev gift med Jørgen Sandberg i 1959, og de har tre børn; ægteparret bor nu i Helsinge.
Hun tog realeksamen i Thisted i 1949 og har studeret på EUD og EUX i Thisted samt Handelshøjskolen i København, hvorfra hun har HD i regnskabsvæsen fra 1960. Hun har arbejdet som revisor og handelsfaglærer.
Hun blev valgt ind i Hillerød byråd for Venstre i 1986 og sad som borgmester 1994-1997 inkl.
Hun blev ikke genvalgt som borgmester ved valget i 1997, primært på grund af en intern magtkamp i Venstre, hvor den unge Jens Meyer udfordrede den siddende borgmester. Han stillede op som partiets spidskandidat, og medlemmerne i Venstre valgte med et snævert flertal Jens Meyer som partiets borgmesterkandidat. Jens Meyer forsøgte i valgkampen at gøre det til et valg mellem ”Unge Jens” og ”Gamle Jens”, og det bidrog til, at borgerne genvalgte Jens S. Jensen som borgmester i 1997.
Valborg Sandberg har været medlem af byplanudvalget og socialudvalget.
1981-1993 var hun kontorchef og praktisk leder af Danmarks Frivillige Bloddonorer; 1980-1981 planlægningschef i Friluftsrådet og 1966-1981 administrationschef i Det Danske Spejderkorps.
1964-1965 var hun medlem af Dansk Ungdoms Fællesråds bestyrelse, 1967-1980 medlem af Friluftsrådets bestyrelse, 1970-1980 medlem af bestyrelsen i Pindstrupcentret, 1971-1981 medlem af Det Danske Spejderkorps' styrelse. Fra 1988 medlem af bestyrelsen for Frederik og Ellen Hindsgauls fond. 1992-1994 var hun medlem af bestyrelsen for Den Internationale Bloddonororganisation IFBDO / FIODS.
Hun har endvidere været engageret i Grænseforeningen, og hun har været formand for Borgerforeningen i Brødeskov.
Hun var i mange år meget aktiv i bestyrelsen for Nordsjællands Folkemuseum, der nu er en del af Museum Nordsjælland; herunder i en periode bestyrelsesformand. Hun har siden ungdommen en særlig interesse for arkæologi.
Hendes politiske interesser har især været erhvervspolitik, byplan, socialvæsen og uddannelse.